# تکیه جویباره‌ای
تکیه جویباره‌ای مربوط به دوره صفوی است و در اصفهان، تخت فولاد، خیابان فیض روبروی تکیه واله واقع شده و این اثر در تاریخ ۱۰ خرداد ۱۳۸۲ با شمارهٔ ثبت ۹۰۷۳ به‌عنوان یکی از آثار ملی ایران به ثبت رسیده است.